# Capheris decorata
Capheris decorata är en spindelart som beskrevs av Simon 1904. Capheris decorata ingår i släktet Capheris och familjen Zodariidae. Inga underarter finns listade.